# Mike Bailey
Michael James Bailey (ur. 6 kwietnia 1988) – brytyjski aktor i piosenkarz pochodzący z Bristolu. 

## Życiorys
Zyskał popularność dzięki roli Sida Jenkinsa w pierwszych dwóch sezonach brytyjskiego serialu dla młodzieży Kumple.
W finałowym odcinku pierwszego sezonu serialu Kumple zaśpiewał piosenkę Cata Stevensa "Wild World". Bailey, wraz z większością obsady pierwszych dwóch sezonów serialu, nie powrócił w kolejnych sezonach. Pojawił się w brytyjskim serialu 1066: The Battle for Middle Earth jako Tofi. Serial ten był emitowany w maju 2009 roku na kanale 4 (Channel 4).